# アフラ・ベーン

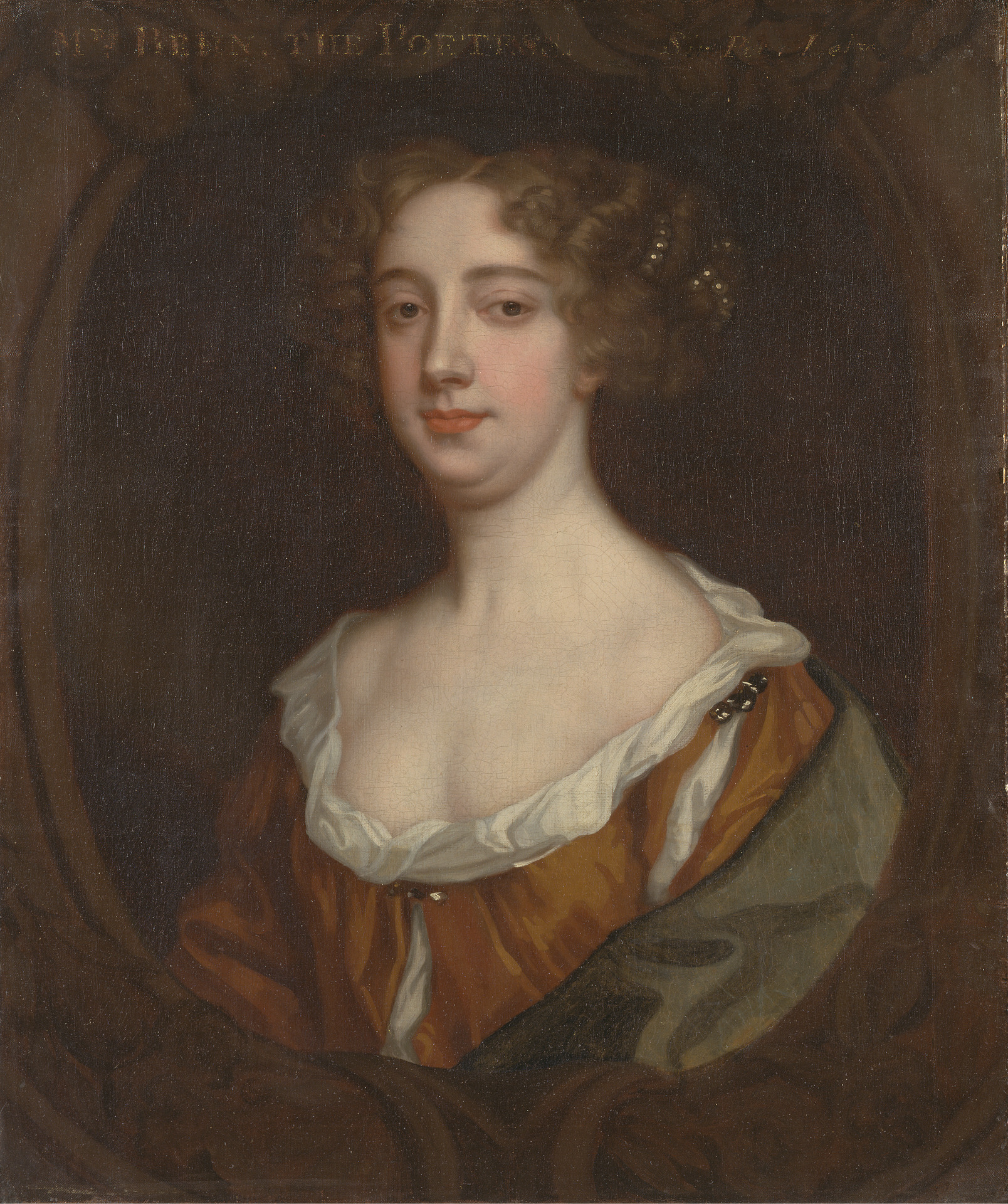
アフラ・ベーン(ピーター・レリーによる肖像画)

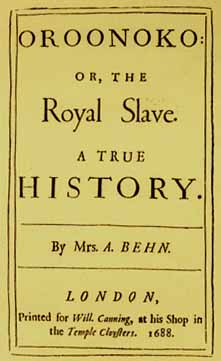
『オルノーコ』表紙(1688年)

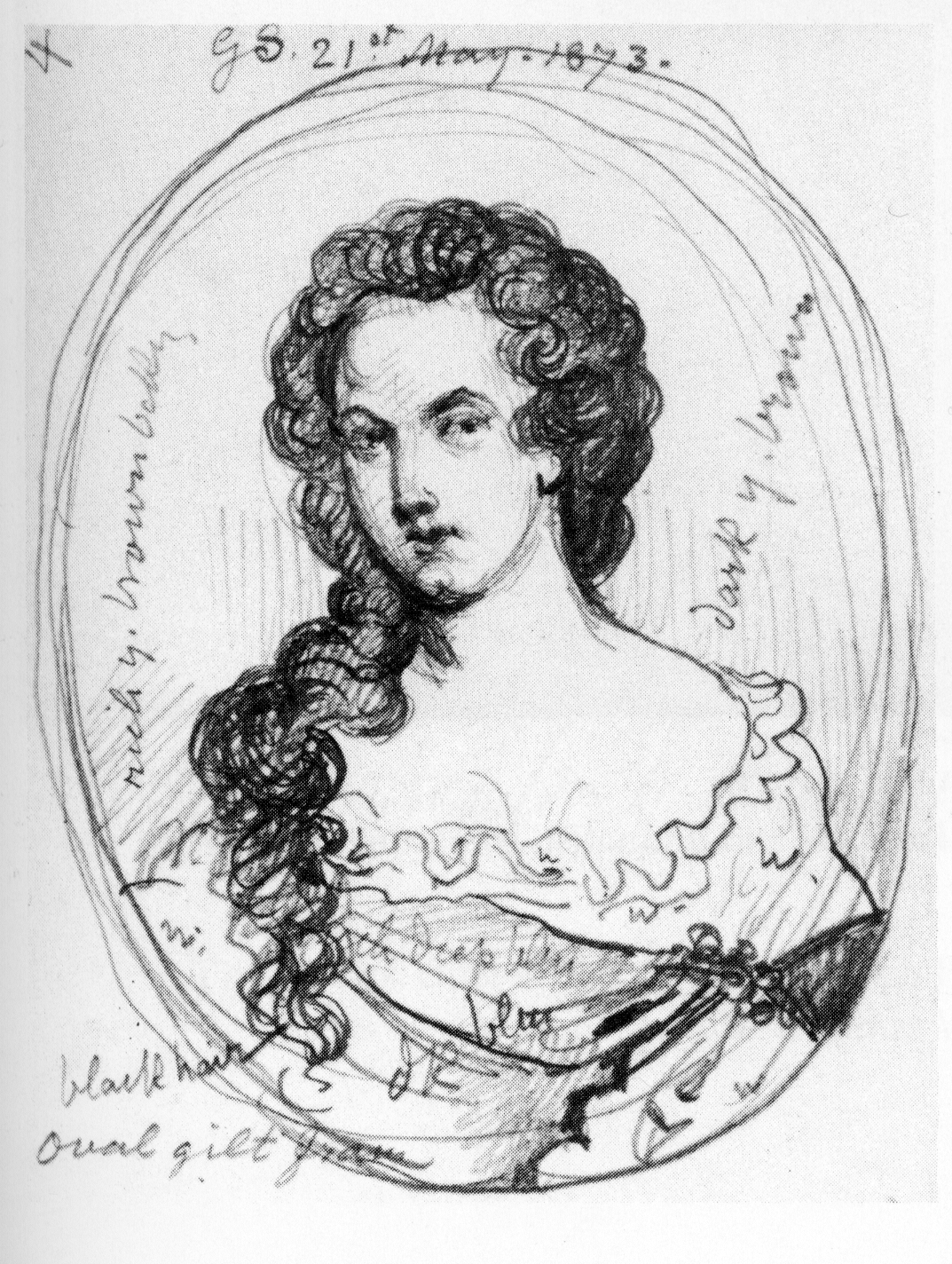
アフラ・ベーン(George Scharfによるスケッチ)

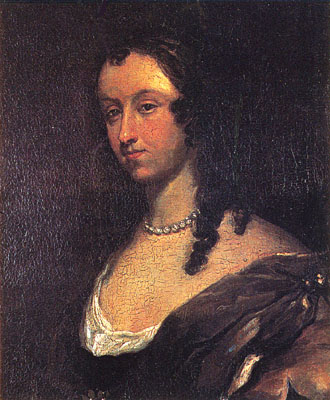
アフラ・ベーン(メアリー・ビールによる肖像画)

アフラ・ベーン（Aphra Behn（アフラ・ベン）、1640年 - 1689年4月16日）は、英国初の女性職業劇作家。日本では夏目漱石の『三四郎』に名前が出てくることで知られる。

## 略歴
その生涯は、本人がいくつかの理由から隠していたと思われ、謎に包まれている。理容師の娘に生まれ、若いころ南米のスリナムに移り住み、そのころの経験から後に『オルノーコ』を書いたと思われるが、実際には行っていないと考える研究者もいる。オランダ商人と結婚して、アフラ・ベーン（旧姓ジョンソン）になり、その後離婚して、イングランドに戻ったとされているが、実際に結婚していたのかすら良く分からない。単に既婚者になりたかっただけと考える研究者もいる（当時の女性は離婚した既婚者・未亡人が最も自由であった）。南アメリカやアフリカを広く旅した。
その後、ネーデルラントのアントウェルペンに移り、第二次英蘭戦争（1665年 - 1667年）時にはイングランド王チャールズ2世の政略スパイを勤めていたといわれる。1670年ごろにロンドンに戻る。帰国後、自らの負債を理由に投獄される。釈放後に演劇、小説を書き始め、英国内初の女性職業作家として評判となる。
代表作『オルノーコ』は『三四郎』の中で、「オルノーコという黒ん坊の王族が英国の船長にだまされて、奴隷に売られて、非常に難儀する話」と紹介されている。

## 著作

### 小説
- The Fair Jilt(美しい浮気女)
- Agnes de Castro, or, the Force of Generous Love (1688)
- Love-Letters Between a Nobleman and His Sister, in three parts (1682–1687)
- 『オルノーコ』Oroonoko (1688)[1] - アフラ・ベイン『オルノーコ 美しい浮気女』土井治訳、岩波書店〈岩波文庫〉、1988年。ISBN 4-00-322711-5。

### 短編/中編小説
- The Fair Jilt (1688)
- The History of the Nun: or, the Fair Vow-Breaker (1689)
- The History of The Servant (disputed)

### 詩集
- Poems upon Several Occasions, with A Voyage to the Island of Love (1684)
- Lycidus; or, The Lover in Fashion (1688)

### 戯曲
- 『サー・ペイシェント・ファンシー（英語版）』Sir Patient Fancy (1678)[1]
- 『月の皇帝（英語版）』The Emperor of the Moon (1687)[1]

### 翻訳
- 『新世界の発見』Fontenelle: A Discovery of New Worlds (1688) - ベルナール・フォントネル『世界の複数性についての対話』の英訳[1]